# Fleurs Jaunes
Pour les articles homonymes, voir Fleur jaune.
Ne doit pas être confondu avec Rivière des Fleurs Jaunes.
Fleurs Jaunes, ou Fleur Jaune, est une gorge de l'île de La Réunion, département d'outre-mer français dans le sud-ouest de l'océan Indien. Elle est située dans le cirque naturel de Cilaos, sur le territoire de la commune du même nom. Il s'agit d'une section de la ravine dite ravine Fleurs Jaunes, un sous-affluent de la Rivière Saint-Étienne. Il est très utilisé pour la pratique du canyonisme, dont il est l'un des principaux sites de pratique à La Réunion, étant aisément accessible depuis la route départementale 242.